# Lachnum luzulinum
Lachnum luzulinum är en svampart som först beskrevs av William Phillips, och fick sitt nu gällande namn av Spooner ined. Lachnum luzulinum ingår i släktet Lachnum och familjen Hyaloscyphaceae.   Inga underarter finns listade i Catalogue of Life.